# سكوت فوسكو
سكوت فوسكو (بالإنجليزية: Scott Fusco)‏ هو لاعب هوكي الجليد أمريكي، ولد في 21 يناير 1963 في بورلينغتون في الولايات المتحدة.

## وصلات خارجية
- سكوت فوسكو على موقع دوري الهوكي الوطني (الإنجليزية)
- سكوت فوسكو على موقع EliteProspects.com (الإنجليزية)
- سكوت فوسكو على موقع HockeyDB.com (الإنجليزية)
- سكوت فوسكو على موقع أوليمبيديا (الإنجليزية)